# ۲۰۱۵ گیمز، ال‌ال‌سی.
۲۰۱۵ گیمز، ال‌ال‌سی. (به انگلیسی: 2015 Games, LLC) (با نام سابق ۲۰۱۵، Inc.), همچنین شناخته شده به اسم ۲۰۱۵، یک شرکت توسعه‌دهنده بازی ویدئویی آمریکایی است که بیشتر بخاطر ساخت عنوان بسیار موفق مدال افتخار: حمله متفقین، منتشر شده توسط الکترونیک آرتس شناخته شده‌است.

## تاریخچه
شرکت ۲۰۱۵ توسط تام کودیرکا در سال ۱۹۹۷ تأسیس شد. او با تحقیق دربارهٔ افرادی که در جامعه ماد FPS شرکت می‌کردند، تیمی از توسعه دهندگان را جمع کرد. پس از ماه‌ها کار آنلاین که فقط از طریق پیام رسان فوری آی‌سی‌کیو با هم ارتباط داشتند، تیم او توانست یک ماد از موتور بازی لرزش جهت نمایش استعداد تیم ایجاد کند. کودیرکا نسخهٔ نمایشی را برای اکتیویژن ارسال کرد که اکتیویژن از کار تیم بسیار تحت تأثیر قرار گرفت و به همین دلیل، با آنان یک جهت توسعه بسته الحاقی برای بازی آینده خود با عنوان SiN قرارداد بستند.
کودیرکا همه اعضای تیم خود را به تولسا، اوکلاهما منتقل کرد تا کار بر روی بسته الحاقی SiN: Wages of Sin را آغاز کند. هفت توسعه دهنده که بیش از شش ماه فقط همدیگر را به صورت آنلاین می‌شناختند، برای اولین بار ملاقات کردند. سه نفر از هفت سازنده در خانه ای اجاره شده توسط کودیرکا زندگی می‌کردند که اتاق نشیمن استودیوی توسعه را تشکیل می‌داد.

## بازی‌ها
| سال  | بازی                                                 | ناشر           | سبک                 | سکو               | سکو    | سکو      | سکو          | سکو |
| سال  | بازی                                                 | ناشر           | سبک                 | مایکروسافت ویندوز | مک‌اواس | اکس باکس | نینتندو دی‌اس |     |
| ---- | ---------------------------------------------------- | -------------- | ------------------- | ----------------- | ------ | -------- | ------------ | --- |
| ۱۹۹۹ | SiN: Wages of Sin                                    | اکتیویژن       | تیراندازی اول شخص   | آری               | آری    | نه       | نه           |     |
| ۲۰۰۰ | Laser Arena (as Trainwreck Studios)                  | ValuSoft       | تیراندازی اول شخص   | آری               | نه     | نه       | نه           |     |
| ۲۰۰۱ | CIA Operative: Solo Missions (as Trainwreck Studios) | ValuSoft       | تیراندازی اول شخص   | آری               | نه     | نه       | نه           |     |
| ۲۰۰۲ | مدال افتخار: حمله متفقین                             | الکترونیک آرتس | تیراندازی اول شخص   | آری               | آری    | نه       | نه           |     |
| ۲۰۰۴ | Men of Valor                                         | ویوندی         | تیراندازی اول شخص   | آری               | نه     | آری      | نه           |     |
| ۲۰۰۷ | Time Ace (as Trainwreck Studios)                     | کونامی         | شبیه‌سازی پرواز جنگی | نه                | نه     | نه       | آری          |     |

### بازی‌های لغو شده
| سال  | عنوان                       | سکو | ناشر             |
| ---- | --------------------------- | --- | ---------------- |
| ۱۹۹۹ | Half-Life: Hostile Takeover | —   | سییرا انترتینمنت |